# 小行星9636
小行星9636（英語：9636）是一颗围绕太阳公转的小行星。1993年12月17日，Farra d'Isonzo在法拉迪松佐发现了此天体。
这颗小行星的绝对星等为93.47777448504186等。